# Abelardo Gandía Valdés
Abelardo Gandía Valdés (Requena, 5 de septiembre de 1977) es un deportista español que compitió en ciclismo adaptado en las modalidades de 
pista y ruta. Ganó una medalla de plata en los Juegos Paralímpicos de Sídney 2000 en la prueba de persecución individual tándem en pista (clase abierta).

## Palmarés internacional
| Juegos Paralímpicos | Juegos Paralímpicos | Juegos Paralímpicos | Juegos Paralímpicos                         |
| Año                 | Lugar               | Medalla             | Prueba                                      |
| ------------------- | ------------------- | ------------------- | ------------------------------------------- |
| 2000                | Sídney (Australia)  | Medalla de plata    | Persecución individual tándem clase abierta |